# Dorsifulcrum fuscum
Dorsifulcrum fuscum là một loài bướm đêm trong họ Geometridae.